# Emma Tonegato

a Compétitions nationales et continentales officielles uniquement.

b Matchs officiels uniquement.
Dernière mise à jour le 16 novembre 2024.
Emma Tonegato, née le 20 mars 1995 à Wollongong (Australie), est une joueuse internationale australienne de rugby à sept et internationale de rugby à XIII.
Elle a remporté avec l'équipe d'Australie le tournoi féminin des Jeux olympiques d'été de 2016 à Rio de Janeiro.

## Biographie
Emma Tonegato fait partie de l'équipe d'équipe d'Australie de rugby à sept retenue pour disputer le tournoi féminin des Jeux olympiques d'été de 2016 à Rio de Janeiro. Elle remporte la médaille d'or avec son équipe.
Elle quitte le sept en 2021 pour rejoindre le rugby à XIII et le club des St. George Illawarra Dragons en National Rugby League féminin.